# Murina tenebrosa
Murina tenebrosa es una especie de murciélago de la familia Vespertilionidae.

## Distribución geográfica
Es endémica de Japón, solo se puede encontrar en la isla de Tsushima .